# Tibloc

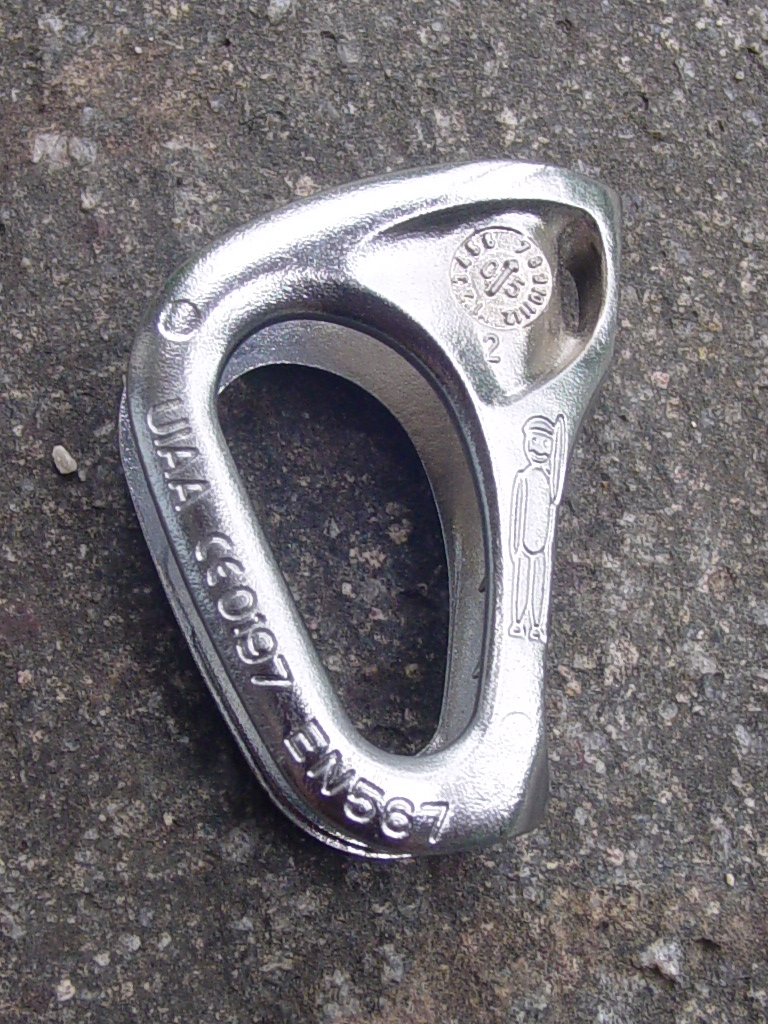
Tibloc

Der Tibloc ist eine Steigklemme des französischen Unternehmens Petzl, die in eine Richtung blockiert.

## Funktionsweise
Das Seil wird in den Tibloc eingelegt und mit einem Karabiner darin fixiert.
Durch die Form der Aussparungen für den Karabiner wird dieser bei Zug nach unten gegen das Seil gedrückt. Dadurch können die wie Widerhaken geformten, nach unten gerichteten Metallzähne an der Innenseite des Tiblocs das Seil greifen und sich in den Mantel des Seils graben.
Bei Zug nach oben werden – ebenfalls durch die Form der Aussparungen bedingt – die Zähne sowie der Karabiner vom Seil weggezogen, so dass das Seil durchlaufen kann.

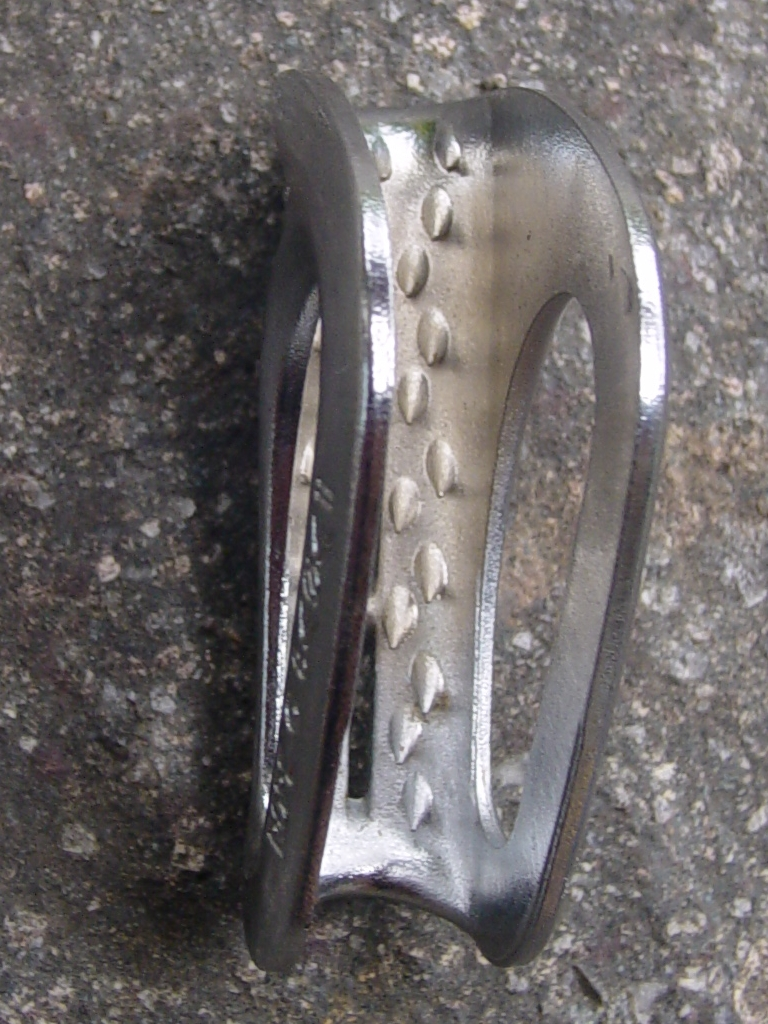
Innen befinden sich Metallzähne

## Anwendung
Der Tibloc kann in vielen Fällen den Prusikknoten oder Alternativen wie den FB-Kreuzklemm ersetzen, z. B. beim Aufstieg am Fixseil oder als Rücklaufsperre bei Flaschenzügen.
Zudem ermöglicht der Tibloc eine gesicherte Form des gemeinsamen Kletterns am laufenden Seil.
Dabei verhindert der Tibloc eine Sturzzugübertragung des Nachsteigers auf den Vorsteiger. Diese Technik wird jedoch üblicherweise  nur für geübten Kletterer empfohlen.

## Vorteile
- geringes Gewicht (39 g)
- lässt sich leicht nach oben verschieben

## Nachteile
- nur für Seile mit mindestens 8 mm Durchmesser geeignet
- nur mit Karabiner mit rundem Materialquerschnitt anwendbar
- nur bis 4 kN belastbar[1]
- beschädigt bei hoher Belastung den Seilmantel
- beschädigt bei falscher Bedienung den Seilmantel